# Heinz Rutha
Heinrich (Heinz) Rutha (* 20. April 1897 in Kunnersdorf; † 5. November 1937 in Böhmisch Leipa) war Innenarchitekt und Politiker der Sudetendeutschen Partei (SdP). Er war führendes Mitglied der sudetendeutschen Jugendbewegung nach dem Ersten Weltkrieg,  enger Vertrauter Konrad Henleins und Mitbegründer der Sudetendeutschen Partei in der Tschechoslowakei.

## Jugend und Erster Weltkrieg
Rutha wurde als Sohn der Familie eines Müllermeisters geboren, besuchte die Realschule in Böhmisch Leipa (Česká Lípa) und war Absolvent einer Handelsakademie in Prag. Er übernahm die väterliche Mühle, baute sie zu einer Möbeltischlerei und einem Innenarchitektenbüro um. In jungen Jahren schloss er sich der Wandervogelbewegung an, wurde aktives Mitglied des Deutsch-böhmischen Wandervogelvereins, leitete in Böhmisch-Leipa deren Gruppe während der Kriegsjahre 1915/16 und wurde sogenannter „Gauherzog“ der Wandervögel. Zum Kriegsdienst soll er wegen einer angeborenen Herzerkrankung erst als 20-Jähriger im Herbst 1917 eingezogen worden sein. An der Front in Oberitalien wurde er bei einem Angriff italienischer Truppen durch Giftgas verwundet.

## Nach dem Ersten Weltkrieg
Nach dem Krieg beteiligte er sich maßgeblich am Ausbau der Böhmerwaldbewegung der Wandervögel, beteiligte sich 1921 an dem aus der deutsch-böhmischen Wandervogelbewegung hervorgegangen „Sudetendeutschen Wandervogel e. V.“. Dort entwickelte er durch die Probleme der Sudetendeutschen bei der Eingliederung in die Tschechoslowakei nach dem Untergang der Monarchie Österreich-Ungarn 1918 die Idee eines deutsch-nationalen Männerbundes im Sinne einer elitären Burschenschaft. Gemeinsam mit Walter Heinrich gründete er 1921 eine Gruppe innerhalb des Wandervogels; sie war beeinflusst von Arbeiten des Dichters Stefan George über lebenslange Treue in Männerfreundschaften. Dieser Gruppe schlossen sich zahlreiche Wiener Mitglieder der Deutsch-Akademischen Gildenschaft an. Dieses Netzwerk firmierte anfangs unter der Bezeichnung Heinrich-Rutha-Kreis, später nutzte die Gruppe die Eigenbezeichnung Kameradschaft bzw. Kammeradschaftsbund (KB). Ab 1926 gab sich der Kreis den offiziellen Titel Arbeitskreis für  Gesellschaftswissenschaften und 1930 registrierte sich die Gruppe offiziell als „Kameradschaftsbund für volks- und sozialpolitische Bildung“, eine einflussreiche Organisation sudetendeutscher Intellektueller, die den Lehren Othmar Spanns nahestand.
Diesem Kameradschaftsbund schloss sich auch Konrad Henlein an, der mit Heinrich Rutha befreundet war. Mit dem gemeinsamen Freund Josef Suchy setzten sich Heinrich Rutha und Konrad Henlein für den deutschen Turnverband, einer neuen Bewegung der Körperertüchtigung für Kinder, Männer und Frauen ein. 1933 als eine Wirtschaftskrise in der Tschechoslowakei zu einer hohen Arbeitslosigkeit geführt hatte, engagierten sie sich wie viele Kameradschaftsbündler in einer Sudetendeutschen Heimatfront, aus der die Sudetendeutsche Partei entstand, zu deren Gründungsmitgliedern er gehörte.
1934/35 initiierte Rutha einen freiwilligen sudetendeutschen Arbeitsdienst für arbeitslose Jugendliche. 1935 wurde er Fachreferent für Nationalitäten- und Völkerbundfragen der Sudetendeutschen Partei. Als außenpolitischer Berater, enger Mitarbeiter und befreundet mit  Konrad Henlein hatte er großen Einfluss auf die Reaktionen der Sudetendeutschen auf die Programme der national-tschechischen Regierung in Prag.  Er stand dabei unter dem Druck rivalisierender sudetendeutscher Parteifunktionäre. Vor allem die nationalsozialistische Gruppe des sogenannten „Aufbruch-Kreises“ wollte ihn entmachten. Rutha war Vizepräsident der Deutschen Völkerbundliga und Delegierter des Europäischen Nationalitätenkongresses.

## Die Rutha-Affäre von 1937 und ihre Folgen
1937 publizierten Medien in der ersten Tschechoslowakei (1918–1938) angebliche Enthüllungen über homosexuelle Aktivitäten Ruthas, die sich auf polizeiliche Vernehmungen junger Männer beriefen, die in Ruthas Innenarchitekturbüro und einer dazugehörigen Möbelfabrik arbeiteten. Diese Veröffentlichungen führten im Oktober 1937 zur Verhaftung von Heinrich Rutha und 20 weiterer führenden Persönlichkeiten des Kameradschaftsbundes der Sudetendeutschen durch tschechische Polizeibehörden.
In der Nacht vom 4. zum 5. November 1937 erhängte sich Rutha in seiner Zelle im Gerichtsgefängnis von Böhmisch-Leipa. In seinem Abschiedsbrief mahnte Rutha (lt. Walter Becher) die SdP: Wirkt für das Zusammenleben der Völker in unserem Land!
Zu den unmittelbaren Folgen seines Todes gehörte, dass Konrad Henlein als Chef der SdP dem Aufbruch-Kreis Zugeständnisse machte. Angehörige des Aufbruch-Kreises nutzen auch in den darauffolgenden Jahren die Rutha-Affäre als Instrument, um innerparteiliche Rivalen – insbesondere Gegner der Loslösung der Sudetengebiete von der ČSR – auszubooten. Einen Höhepunkt erreichte dieses Vorgehen mit den Dresdner Prozessen von 1940, die zur Entmachtung eines ganzen Flügels der SdP um Henleins Sekretär Walter Brand führten. In einem Artikel der SS-Zeitschrift Das Schwarze Korps figurierte Rutha 1940 als Hauptperson eines angeblichen „Homosexualkomplexes Sudetenland“, einer angeblichen Konspiration gegen das nationalsozialistische Deutsche Reich.